# Bismarck (Dakota del Nord)
Bismarck és la capital de l'estat de Dakota del Nord, als Estats Units d'Amèrica. Va ser fundada el 1872. Amb una població de 58.333 habitants el juliol de 2006, és la segona ciutat més poblada de l'estat després de Fargo.